# 东南墨尔本凤凰
东南墨尔本凤凰（英语：South East Melbourne Phoenix）是一支澳大利亚职业篮球队，主場位于維多利亞州的墨尔本。东南墨尔本凤凰在2019-20赛季是澳大利亚国家篮球联赛的參賽球隊。该队的大部分主场比赛在約翰·凱因體育館进行，他们与同为澳大利亚国家篮球联赛球队的墨尔本联队共用同一個主場。2018年11月17日，球队定名為东南墨尔本凤凰。

## 外部連結
- 官方网站
- 國家籃球聯賽官方網站 （页面存档备份，存于）